# 120352 Gordonwong
120352 Gordonwong è un asteroide areosecante. Scoperto nel 2005, presenta un'orbita caratterizzata da un semiasse maggiore pari a 2,2803975 UA e da un'eccentricità di 0,2811814, inclinata di 6,16183° rispetto all'eclittica.